# Barra do Mendes
Barra do Mendes là một đô thị thuộc bang Bahia, Brasil. Đô thị này có diện tích 1252,09 km², dân số năm 2007 là 14022 người, mật độ 11,2 người/km².